# 盧希夫斯凱
47°31′25″N 36°2′43″E / 47.52361°N 36.04528°E
盧希夫斯凱（烏克蘭語：Лугівське）是位於烏克蘭東南部的村莊，由扎波羅熱州波洛希區的小托克馬奇卡市鎮負責管轄。該村始建於1920年，面積1.22平方公里，海拔高度69米，2001年人口172，人口密度每平方公里141人。